# Золотая молодёжь
«Золота́я молодёжь» (калька с фр. jeunesse dorée) — образное название молодых людей, принадлежащих к высшему классу, имеющих богатых и влиятельных родителей и чья жизнь характеризуется роскошью и развлечениями определённого свойства.
Так же обозначаются представители светской молодёжи. Применяется также по отношению к светским львам и светским львицам. 
В СССР золотую молодёжь периода развитого социализма (конец 1970-х — начало 1980-х) называли «мажорами» (от фр. majeur — «больший, высший»), и противопоставляли субкультуре гопников.

## История
Выражение появилось в произведении Ф. Ксавье Пажеса «Секретная история Французской революции» (1797). Последующее использование этого речевого оборота в исторических трудах Минье (1796—1884), Прюдомма, Тибодо (1765—1854) и Тьера (1797—1877) обусловило его широкое распространение начиная с 1824 года.
Первоначально термин обозначал молодых людей, переживших Эпоху террора (1793—1794) времён Французской революции, и после Термидорианского переворота спешивших воспользоваться всеми благами жизни. Среди них были и так называемые инкруаябли и мервейёзы (модники и модницы).

## Описание
Это одна из самых закрытых субкультур, характерная для столичных городов и ориентированная на проведение досуга высокого уровня, отличного от других слоёв населения.